# Kardona, Devadurga
Kardona là một làng thuộc tehsil Devadurga, huyện Raichur, bang Karnataka, Ấn Độ.